# 11880 Internet Services

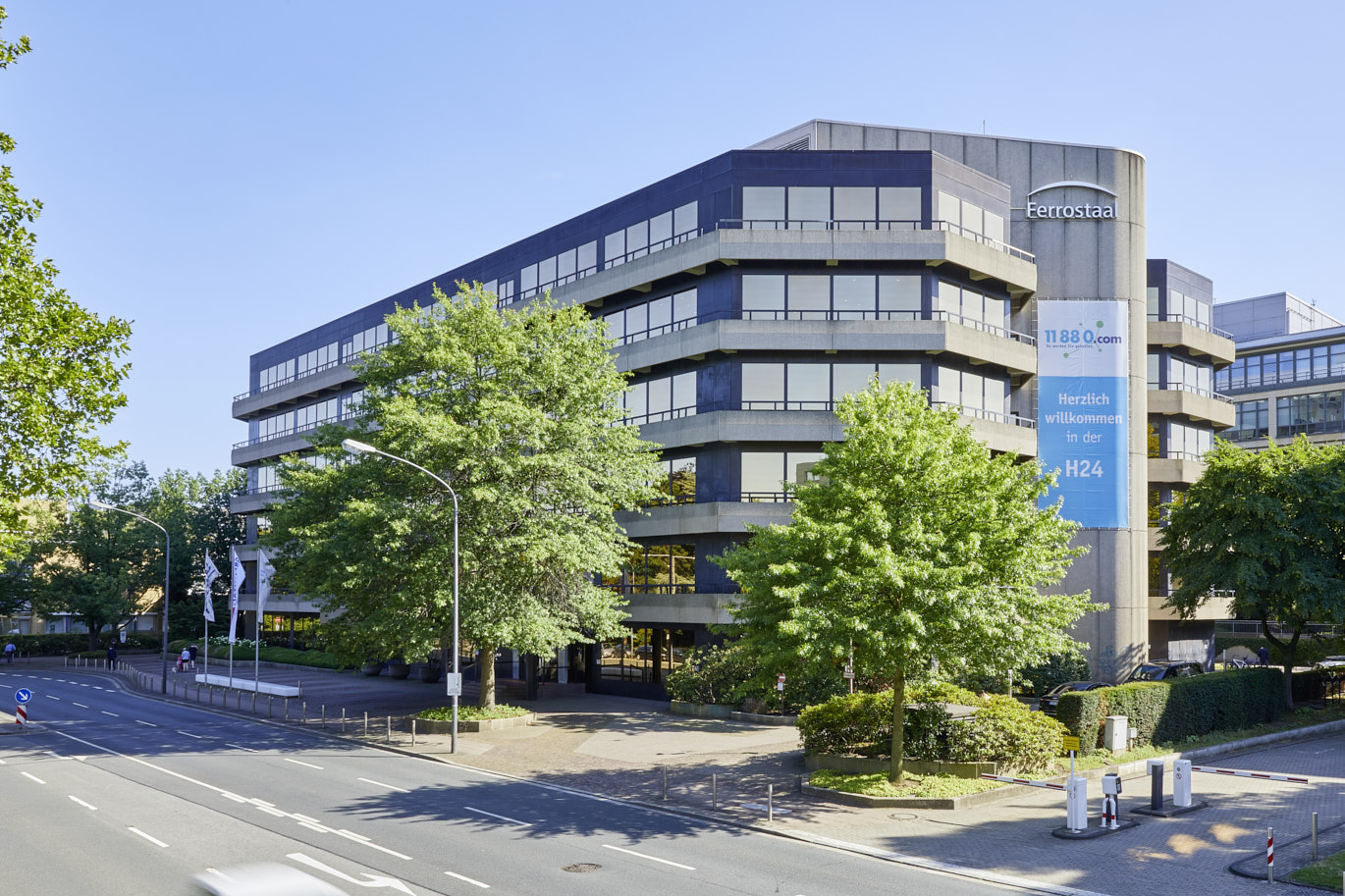
11880 Internet Services AG, Bürogebäude Hohenzollernstrasse 24, Essen

Die 11880 Internet Services AG (ehemals klicktel AG) ist ein deutsches Software- und Internetunternehmen mit Hauptsitz in Essen und weiteren Standorten in Neubrandenburg und Rostock. Das im Jahr 1999 gegründete Unternehmen ist seit 2008 eine hundertprozentige Tochter der 11880 Solutions AG (ehem.: telegate AG). Die 11880 Internet Services AG ist nach eigenen Angaben der zweitgrößte Anbieter für regionale Werbung und Telefonauskunft. Am 1. September 2016 wurde die telegate MEDIA AG in 11880 Internet Services AG umbenannt.

## Produkte
Das Unternehmen bietet unter der Marke 11880.com Produkte für das Online-Marketing kleiner und mittlerer Unternehmen (KMU) an. Dazu gehören Leistungen wie einem Eintragsservice in   Suchmaschinen, Webseiten, Landing-Pages, Werbebannern und Suchmaschinenmarketing Kampagnen bei Google und Bing (als Google Premier Partner und Microsoft Advertising Elite Channel Partner) Für Unternehmen werden zudem Datenvermarktungsservices und ein telefonischer Sekretariatsservice angeboten. Neben dem Online-Branchenverzeichnis 11880.com und der mobilen App bietet das Unternehmen für Verbraucher auch digitale Telefonbücher, Branchenbücher sowie Routenplanung auf CD-ROM an. Auf dem Bewertungsportal werkenntdenBESTEN werden mehr als 100 Millionen Online-Bewertungen aus 52 Portalen aggregiert, so dass Verbraucher einen umfassenden Eindruck über Unternehmen gewinnen. Der Prozess der Aggregation und Darstellung von Online-Firmenbewertungen auf www.werkenntdenBESTEN.de ist TÜV-zertifiziert.
Die 11880 Internet Services AG betreibt darüber hinaus noch Fachportale für eine Vielzahl von Branchen (z. B. Dachdecker, Friseure, Rechtsanwälte, Zahnärzte). Verbraucher können über die Fachportale unverbindliche Angebote von Branchenexperten anfordern. Dieser Anfragevermittlungsprozess ist vom TÜV Nord geprüft und zertifiziert worden.
Das Jobvermittlungsportal www.wirfindendeinenJOB.de von der 11880 Internet Services AG vermittelt Jobsuchende an mitarbeitersuchende Firmen.